# Thomas Philipp (Mediziner)
Thomas Philipp (* 30. April 1942 in Königsberg) ist ein deutscher Internist und Hochschullehrer.  

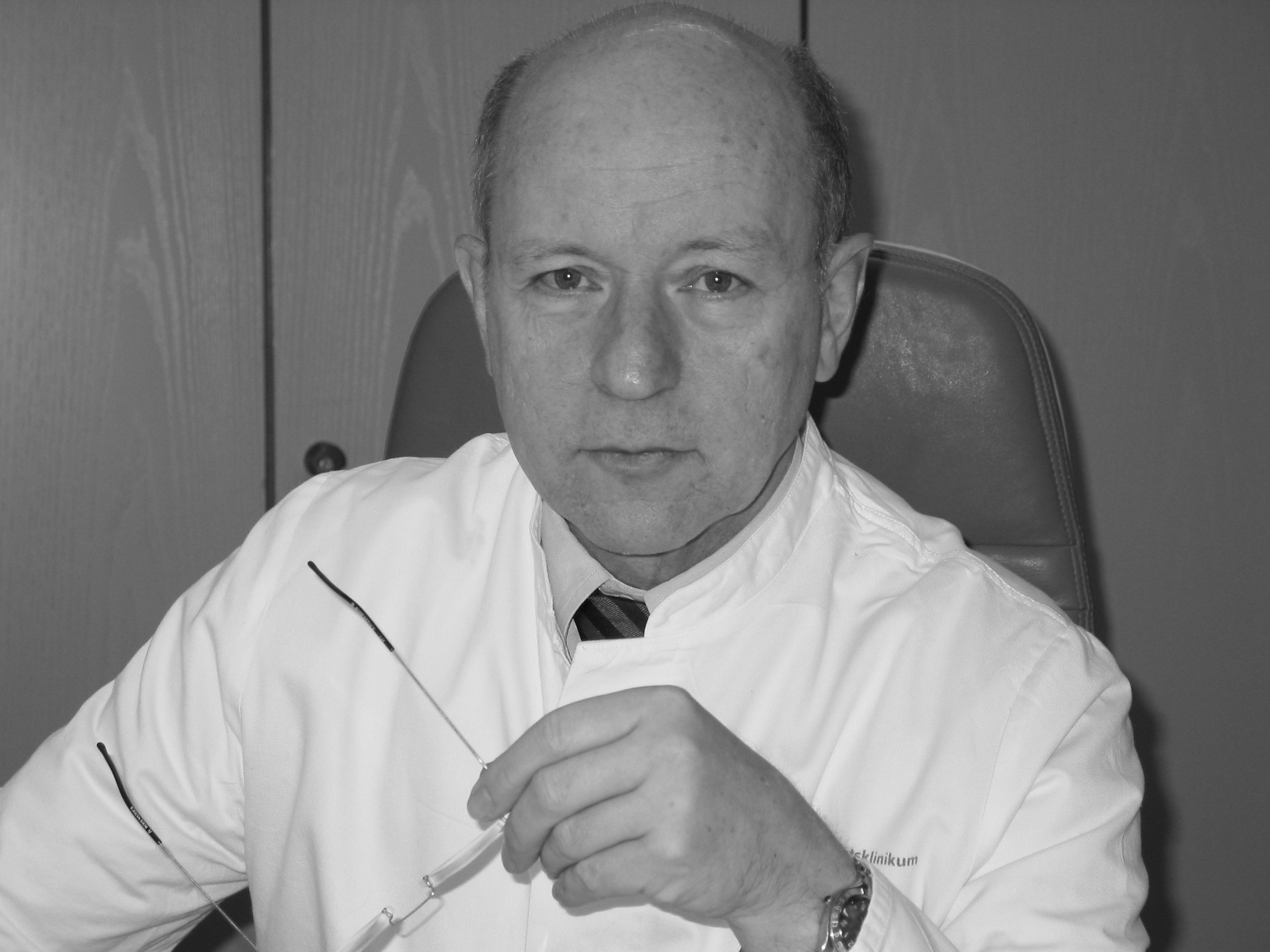
Thomas Philipp

## Leben

### Ausbildung
Thomas Philipp studierte 1962–1968 Medizin in Mainz und München, 1968 bestand er das deutsche, 1969 das amerikanische (ECFMG) Staatsexamen. Im Jahre 1971 promovierte er an der Johannes Gutenberg-Universität Mainz, wo er bis 1976 auch an der I. Med. Klinik seine Ausbildung zum Facharzt für Innere Medizin absolvierte. 1972 erfolgte eine WHO-Ausbildung zu kardiovaskulärer Epidemiologie in Singapur („Fifth International Teaching Seminar on Cardiovascular Epidemiology“). 
Philipp habilitierte 1978 über die Pathogenese der essentiellen Hypertonie, ein Jahr später wurde er zum Professor der Johannes Gutenberg-Universität Mainz ernannt. 

## Wirken
Im Jahre 1981 erhielt er eine Universitätsprofessur für Innere Medizin und Nephrologie an der FU Berlin, 1987 wurde er zum Direktor der I. Med. Klinik, Klinikum Karlsruhe gewählt. 1988 wechselte Philipp nach Essen, wo er als Direktor der Klinik für Nieren- und Hochdruckkrankheiten am Zentrum für Innere Medizin des Universitätsklinikums Essen den Lehrstuhl für Innere Medizin (C4-Professur) erhielt. Zusätzlich war Philipp von 1998 bis 2001 Ärztlicher Direktor des Universitätsklinikums Essen.
Philipp war unter anderem Forschungsdekan des Medizinischen Fachbereiches der FU Berlin (1982–1987), Mitglied des Vorstandes der Deutschen Hochdruckliga (1985–1989 und 1992–1995), Mitglied des Senatsausschusses der Deutschen Forschungsgemeinschaft für Sonderforschungsbereiche (1990–1996), Mitglied des Vorstandes der Deutschen Gesellschaft für Innere Medizin (1998–2004), Mitglied der Ethikkommission der Landesärztekammer Nordrhein (1999–2007) sowie Vorsitzender des Prüfungsausschusses für Nephrologie und für Allgemeinmedizin (2000–2007).
In den Jahren 1988 bis 2007 wurden 14 seiner Oberärzte Lehrstuhlinhaber bzw. Chefärzte. In seiner Abteilung wurden 32 Fachärzte für Innere Medizin und 23 Nephrologen ausgebildet. Während seiner aktiven Tätigkeit wurden 74 Ärzte promoviert und 15 Ärzte habilitiert. Die Abteilung für Nieren- und Hochdruckkrankheiten war unter seiner Leitung mit über 500 Original-Publikationen eine der forschungsintensivsten Institutionen der medizinischen Fakultät.
Klinisch hat Philipp in Essen das größte Peritonealdialysezentrum im Ruhrgebiet aufgebaut und die Nierentransplantation inklusive eines Lebensspendeprogrammes auf über 3000 Nierentransplantationen ausgebaut. Die erste deutsche Hochdruck-Leitlinie sowie wesentliche Beiträge zur Ursachenforschung der Hypertonie sind Philipp zu verdanken.
Im außereuropäischen Ausland hat Philipp den Auf- und Ausbau nephrologischer Zentren initiiert und gefördert, unter anderem in Nishnij-Nowgorod (Russland), San Pedro Sula/Honduras und Maiduguri (Nigeria).

## Auszeichnungen
- 1977: Boehringer-Ingelheim-Preis für beste Habilitation
- 1994: Franz-Gross-Preis der Deutschen Hochdruck-Liga
- 2006: Ehrendoktor der Medizinischen Fakultät Nishnij-Nowgorod

## Werke (Auswahl)
- Co-Autor des Lehrbuches „Internistische Therapie“ (Wolff-Weihrauch), Urban & Fischer. ISBN 978-3-437-21805-7
- Herausgeber/Mitherausgeber folgender Zeitschriften: 
  - Nieren- und Hochdruckkrankheiten
  - Clinical Nephrology
  - Klinik der Gegenwart
  - Medizinische Klinik
  - Deutsche Medizinische Wochenschrift
- Autor und Co-Autor von 300 peer-reviewten Publikationen (The Lancet, Circulation, JACC, Transplantation, J Hypertension)